# Eros e agape
Eros e agape è un saggio di Anders Nygren, teologo luterano svedese, pubblicato nel 1936.
Secondo l'autore, l'agape, inteso come amore disinteressato (in italiano spesso tradotto con carità), è la concezione originale fondamentale del Cristianesimo. Ciò in quanto costituisce la risposta sia del problema religioso (cos'è Dio?) sia del problema etico (cos'è il bene?): la risposta è appunto l'amore. Nella predicazione di Gesù la comunione con Dio si fonda sull'amore, non infrangendo la Legge. Il motivo si esprime pienamente in Paolo, che lo collega alla croce di Cristo, e nell'espressione di Giovanni “Dio è amore”.
Ad esso si contrappone l'eros (nell'accezione di eros “celeste” e non “volgare”), che impronta la religiosità ellenistica, da Platone ai neoplatonici fino allo gnosticismo. Con eros si intende la tendenza dell'anima a liberarsi dai vincoli della materia e dei sensi, per innalzarsi verso la sfera trascendente e riunirsi col divino.
I due motivi hanno caratteri opposti. L'eros è desiderio dettato dal bisogno, tensione verso l'alto, amore egocentrico, che ama ciò che ha valore. È l'amore dell'uomo verso Dio. L'agape invece è dono, sacrificio, abbassamento, amore disinteressato e immotivato, il cui oggetto assume valore per il fatto di essere amato. È l'amore di Dio verso l'uomo, e dell'uomo verso il prossimo.
Eros e agape si alternano, si intrecciano e si fondono nel corso della storia del Cristianesimo, insieme al motivo del nomos (la legge) ereditato dal giudaismo. Il pensiero dei Padri della Chiesa contiene tutti e tre i motivi.
Fondamentale per la cultura medioevale sarà la sintesi di Agostino, che proporrà l'ideale della "caritas", sostanzialmente con il significato di eros (amore verso Dio), contrapposta a “cupiditas” (amore verso il mondo). Sarà poi Lutero, secondo Nygren, a rompere la sintesi, riaffermando l'esclusività del principio dell'agape. Nella prospettiva del padre della Riforma, la salvezza non deriva dalle opere, che, se compiute con lo scopo di acquistarsi dei meriti, perdono di valore; l'etica è semmai conseguenza della fede, che rende l'uomo capace di ricevere l'amore divino e canalizzarlo verso il prossimo.